# Jacques Soubeyroux
Jacques Soubeyroux (né le 29 juin 1936) est un hispaniste français qui a enseigné en qualité de professeur d'espagnol à l'université Paul Valéry de Montpellier, puis à l'université Jean Monnet de Saint-Etienne dont il est  professeur émérite. Son épouse, Marie-Hélène Soubeyroux, est professeur de civilisation espagnole contemporaine à l'université de Tours.

## Parcours
Le domaine de spécialité de Jacques Soubeyroux est l’histoire sociale et culturelle de l’Espagne du XVIIIe siècle, à laquelle il a consacré en 1976 sa thèse de doctorat, intitulée Paupérisme et rapports sociaux à Madrid au XVIIIe siècle (publiée ensuite par Atelier de Reproduction des Thèses, 1978), puis un grand nombre d’autres ouvrages et articles. Il est l’auteur notamment de Goya politique, essai sur le peintre espagnol Francisco de Goya, et d’études sur l’alphabétisation en Espagne. Il a fondé le Groupe de Recherche sur les littératures Ibériques et Ibéro-américaines de l'université de Saint-Etienne et le Centre d'Etudes sur les Littératures Etrangères et Comparées qu'il a dirigé jusqu'en 2004. Il a fait soutenir plus de vingt thèses et Habilitations à Diriger des Recherches à l'université de Saint-Etienne.
Il a présidé de 2000 à 2004 la Société des hispanistes français de l'enseignement supérieur dont il est Président d'honneur et il a été décoré en 2002 de l'Ordre National du Mérite espagnol.

### Publications de Jacques Soubeyroux
- « Jacques Soubeyroux », Paris, BnF Data, 23 novembre 2019 (consulté le 11 février 2020). Il a publié comme auteur :
- Paupérisme et rapports sociaux à Madrid au XVIIIe siècle, Lille, 1978, 2 t., 1125 pages. Traduction espagnole dans la revue Estudios de historia social, Madrid, n°12-13 (1980) et n°20-21 (1982).
- Goya politique, éditions Sulliver, Cabris, 2011, 190 pages,
- Goya político, Prólogo de José Luis Gómez Urdáñez, Madrid-Legareta, FEHME, 2013
- . El absolutismo ilustrado y los pobres. Asistencia y represión en el Madrid del siglo XVIII, Madrid, Punto de Vista Editores, 2022

- Comme directeur d'ouvrages :
- Co-textes n°9 : Alfredo Bryce Echenique, Montpellier, C.E.R.S., 1985,
- Lieux-dits. Recherches sur l’espace dans les textes hispaniques et hispano-américains (XVIe- XXe siècles), Cahiers du GRIAS n° 1, Publications de l’université de Saint-Etienne, 1993,
- Lire l’espace. Littératures et arts d’Espagne et d’Amérique latine (XVIe- XXe siècles), Cahiers du GRIAS n°2, Publications de l’université de Saint-Etienne, 1994
- Mouvement et discontinuité. Approches méthodologiques appliquées à l’histoire et aux littératures d’Espagne et d’Amérique latine, Cahiers du GRIAS n°3, Publications de l’université de Saint-Etienne, 1995,
- Poétique du déplacement. Littératures d’Espagne et d’Amérique latine (XVIe- XXe siècles), Cahiers du GRIAS n°4, Publications de l’université de Saint-Etienne, 1996,
- Mouvement, progrès, périodisation. Histoire des idées en Espagne et en Amérique latine, Cahiers du GRIAS n°5, Publications de l’université de Saint-Etienne, 1997,
- L’Espagne du XVIIIe siècle. Economie, société, idéologie, culture, Publications de l’université de Saint-Etienne, 1997,
- Le geste et sa représentation. Littératures et arts d’Espagne (XVIIe- XXe siècles), Cahiers du GRIAS n°6, Publications de l’université de Saint-Etienne, 1998
- (en collaboration avec Philippe Meunier), Le voyage dans le monde ibérique et ibéro-américain, Actes du XXIXe congrès de la Société des Hispanistes Français, Publications de l’université de Saint-Etienne, 1999,
- (en collaboration avec Frédéric Regard et Jacqueline Sessa) Partir/Revenir, Publications de l’université de Saint-Etienne, 1999,
- Histoire et fabulation. Espagne et Amérique latine (XIXe- XXe siècles), Cahiers du GRIAS n°7, Publications de l’université de Saint-Etienne, 2000,
- La biographie dans le monde hispanique (XVIe-XXe siècles), Cahiers du GRIAS n° 8, Université de Saint-Etienne, 2000,
- (en collaboration avec Roberto Fernández Díaz) Historia social y literatura. Familia y clases populares en España (siglos XVIII-XIX), coédition Université de Saint-Etienne et éditions Milenio, Lérida, 2001,- Le portrait dans les littératures et les arts d’Espagne et d’Amérique latine, Cahiers du GRIAS n° 9, Université de Saint-tienne, 2002,
- (en collaboration avec Roberto Fernández Díaz) Historia social y literatura. Familia y burguesía en España (siglos XVIII-XIX), éditions Milenio, Lérida, 2002,
- Le Moi et l’espace. Autobiographie et autofiction dans les littératures d’Espagne et d’Amérique latine, Cahiers du GRIAS n°10, Université de Saint-Etienne, 2003,,
- Rencontres et construction des identités (Espagne et Amérique latine), Cahiers du GRIAS n°11, Université de Saint-Etienne, 2004,
- (en collaboration avec Roberto Fernández Díaz) Historia social y literatura. Familia y clero en España (siglos XVIII-XIX), coédition Université de Saint-Etienne et éditions Milenio, Lérida, 2004,
- (en collaboration avec Roberto Fernández Díaz) Historia social y literatura. Familia y nobleza en España (siglos XVIII-XIX), éditions Milenio, Lérida, 2006,
- (en collaboration avec Philippe Meunier) Stratégies de l’encuentro et du desencuentro dans les textes hispaniques, Cahiers du GRIAS n°13, Université de Saint-Etienne, 2008.
- Il a publié en outre quelque 130 articles portant sur l'Espagne moderne (en particulier sur Goya), ainsi que sur le roman espagnol et hispano-américain contemporain dans des revues françaises et étrangères (Espagne, Mexique).

### Publications sur Jacques Soubeyroux
- Bartolomé Bennassar, « Paupérisme et Rapports sociaux à Madrid au XVIIIe siècle, 2 vol. par Jacques Soubeyroux », Cahiers du monde hispanique et luso-brésilien, Presses Universitaires du Midi, no 38,‎ 1982, p. 214-217 (ISSN 0008-0152, JSTOR 40851055, lire en ligne)
- (es) Antonio Elorza, « Luz de tinieblas », El País,‎ 2015 (lire en ligne) (à propos de la traduction espagnole de Goya politique)
- Dámaso Izquierdo, « Mélanges en hommage à Jacques Soubeyroux », RILCE, Université de Navarre, vol. 27, no 2,‎ 2011, p. 601-606 (ISSN 0213-2370, lire en ligne)
- Mélanges en hommage à Jacques Soubeyroux, textes réunis par Philippe Meunier et Edgard Samper, Saint-Etienne, éditions du CELEC, 2008, 758 p.
- (es) Antonio Viñao, « Alfabetización e ilustración, diez años después (de las evidencias directas a las indirectas) », Bulletin hispanique, vol. 100, no 2,‎ 1998, p. 255-269 (ISSN 1775-3821, lire en ligne)